# Roy Cochran

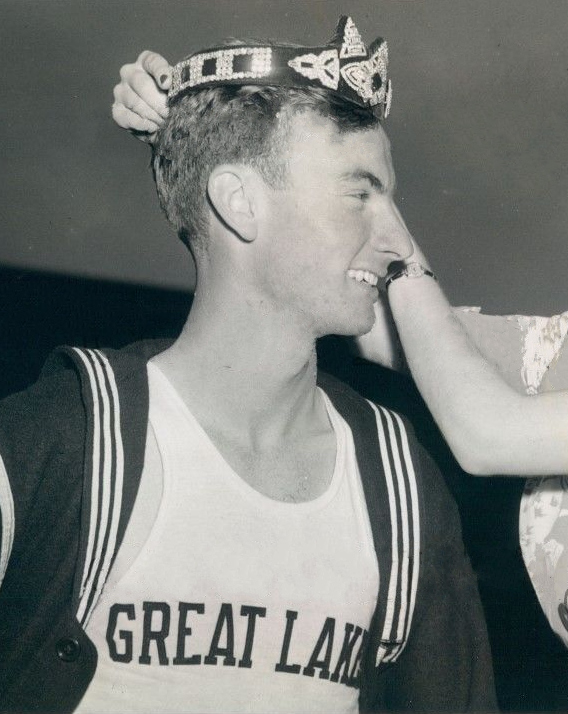
Roy Cochran, em 1942.

LeRoy Braxton "Roy" Cochran (Richton, 6 de janeiro de 1919 –  Gig Harbor, 26 de setembro de 1981) foi um velocista e campeão olímpico norte-americano.
Nascido no Mississipi, nono filho entre dez irmãos com grande diferença de idade, começou a praticar futebol americano no colégio secundário. Interessado numa bolsa de estudos esportiva da Universidade de Tulane, na Louisiana, foi persuadido a se dedicar ao atletismo, por sua velocidade, por seu irmão mais velho, Commodore Cochran, campeão olímpico em Paris 1924 no revezamento 4x400 metros, e aceitar uma bolsa da Universidade de Indiana para competir por ela neste esporte. Commodore se tornou o técnico do irmão mais novo.
Depois de vencer os 400 m c/ barreiras do campeonato da Amateur Athletic Union (AAU) em 1939, Roy foi selecionado para participar da prova nos Jogos Olímpicos de 1940. Com o cancelamento destes Jogos por causa da II Guerra Mundial, alistou-se na Marinha e serviu no Oceano Pacífico durante a guerra. Assim que a guerra acabou e ele foi desmobilizado, cursou Fisiologia na Universidade do Sul da Califórnia.
Voltou ao atletismo enquanto cursava a USC e em 1948 venceu novamente o campeonato da AAU nos 400 m c/ barreiras, qualificando-se para os Jogos de Londres 1948. Em Londres, venceu a prova – em 51s1, novo recorde olímpico – e conquistou uma segunda medalha de ouro integrando o revezamento 4x400 m junto com Cliff Bourland, Arthur Harnden e Malvin Whitfield.